# Слапник (Брда)
Слапник (словен. Slapnik) — поселення в общині Брда, Регіон Горишка, Словенія. Висота над рівнем моря: 359,7 м.